# Хрустанович, Амер
Амер Хрустанович (босн. Amer Hrustanović; 11 июня 1988 года, Зворник, СФР Югославия) — австрийский борец греко-римского стиля боснийского происхождения, участник летних Олимпийских игр 2012 года, бронзовый призёр чемпионата Европы 2014 года.

## Спортивная биография
На крупных международных турнирах Хрустанович начал выступать с 2006 года. На молодёжном уровне Амер принял участие в двух чемпионатах мира и трёх чемпионатах Европы, но даже попасть на них в десятку ему ни разу не удалось. В апреле 2012 года австрийский борец стал вторым на европейском олимпийском квалификационном турнире и завоевал путёвку на летние Олимпийские игры. На Играх в Лондоне Хрустанович выступал в соревнованиях в категории до 84 кг. Австрийский борец уверенно прошёл первый раунд соревнований, но в четвертьфинале уступил поляку Дамиану Яниковскому и выбыл из дальнейшей борьбы за медали.
В 2014 году Амер стал бронзовым призёром европейского первенства в финском городе Вантаа, победив в поединке за третье место олимпийского чемпиона 2004 года россиянина Алексея Мишина. В 2015 году Амер принял участие в первых Европейских играх в Баку. В категории до 85 кг австрийский борец уступил уже в первом поединке, проиграв будущему чемпиону Игр россиянину Давиту Чакветадзе. В утешительном турнире за третье место Амер уступил немцу Рамзину Ацицзиру и выбыл из дальнейшей борьбы за  медали.